# Melchior Klesl
Melchior Klesl ou Khlesl ou Klesel (né le 15 février 1552 à Vienne en Autriche et mort le 18 septembre 1630 à Wiener Neustadt), est un cardinal autrichien de l'Église catholique du XVIIe siècle, nommé par le pape Paul V. Conseiller influent de l'empereur Matthias Ier, il tombe en disgrâce quand Ferdinand II accède au pouvoir.

## Biographie
Melchior Klesl est le fils d'un boulanger viennois et grandit comme luthérien. Il se convertit au catholicisme en 1573.
Klesl est l'un des représentants principaux de la Contre-Réforme en Autriche. Grâce à lui, le collège de l'université compte plus de catholiques et chaque étudiant doit faire une confirmation de sa foi.

Il est élu évêque de Wiener Neustadt en 1588 et de Vienne en 1598. Il est aussi vicaire général de l'évêque de Passau et conduit des actions de nettoyage[? à préciser] dans les paroisses et les couvents de la Basse-Autriche. Comme chancelier de l'empereur Matthias Ier il devient plus pragmatique. 
Le pape Paul V le crée cardinal in pectore lors du consistoire du 2 décembre 1615. Sa création est publiée le 9 avril 1616. Dans le cadre de la Contre-Réforme il favorise la venue de plusieurs ordres à Vienne.

Il s'oppose à l'accession rapide de l'archiduc Ferdinand d'Autriche, élu roi de Bohème en 1617, qui pourrait affaiblir son pouvoir. En 1618 Klesl est arrêté à Vienne  par les archiducs Maximilien de Tyrol et Ferdinand puis emprisonné au château d'Ambras à Innsbruck. Le pape Grégoire XV obtient son transfert à Rome en 1622. L'empereur lui octroie sa libération en 1623, mais il doit rester à Rome. Il retourne enfin à Vienne en 1628.
Le cardinal Klesl ne participe pas au conclave de 1621, lors duquel Grégoire XV est élu pape, mais participe au conclave de 1623 (élection d'Urbain VIII).